# Joan Malatesta de San Giovanni
Joan Malatesta de San Giovanni fou fill de Rambert III Novello Malatesta de Sogliano. Fou comte de San Giovanni in Galilea, juntament amb son germà Corneli Malatesta de San Giovanni, el 1532, per herència paterna.
Va morir el 1577 i fou el pare de Semproni Malatesta de Sogliano.